# 950 (numero)
Novecentocinquanta (950) è il numero naturale dopo l'949 e prima del 951.

## Proprietà matematiche
- È un numero pari.
- È un numero composto, con 12 divisori: 1, 2, 5, 10, 19, 25, 38, 50, 95, 190, 475, 950. Poiché la somma dei suoi divisori (escluso il numero stesso) è 910 < 950, è un numero difettivo.
- È un numero congruente.
- È un numero ondulante  nel sistema di numerazione posizionale a base 7 (2525).
- È parte delle terne pitagoriche (266, 912, 950), (570, 760, 950), (264, 950, 986), (950, 1680, 1930), (950, 2280, 2470), (950, 9000, 9050), (950, 11856, 11894), (950, 45120, 45130), (950, 225624, 225626).

## Astronomia
- 950 Ahrensa è un asteroide della fascia principale del sistema solare.
- NGC 950 è una galassia spirale della costellazione della Balena.